# Cory Monteith
Cory Allan Michael Monteith (Calgary, 11. svibnja 1982. − Vancouver, 13. srpnja 2013.) bio je kanadski glumac i pjevač. Najpoznatiji je po ulozi Finna Hudsona u TV seriji Glee.

## Vanjske poveznice

### Sestrinski projekti
|  | Zajednički poslužitelj ima još gradiva o temi Cory Monteith |

### Mrežna sjedišta
- glee.wikia.com – Cory Monteith (životopis) (engl.)
- IMDb: Cory Monteith (filmografija) (engl.)
- The Vancouver Police Department: Hollywood Star Found Dead in Vancouver Arhivirana inačica izvorne stranice od 19. srpnja 2013. (Wayback Machine) (engl.)
- Moj TV.hr – "Glee" nastavlja sa snimanjem uz specijal za Coryja Monteitha